# Tabaré González (Fußballspieler)
Tabaré González, vollständiger Name Pio Tabaré González Buttini, (* 4. Oktober 1943) ist ein ehemaliger uruguayischer Fußballspieler.

## Karriere

### Verein
Defensivakteur González, dessen Eltern früh bei einem Verkehrsunfall ums Leben kamen, wuchs ohne Geschwister in Santa Lucía im Distrikt Santiago Vásquez des Departamento Montevideo auf. Nachdem er zunächst in einem Klub seines Viertels aktiv gewesen war, schloss er sich sodann dem Club Defensor und später Nacional Montevideo an. Während seiner Jugend arbeitete er zudem als Pförtner in einem Casino. Er gehörte von 1966 bis 1969 und erneut von 1971 bis 1972 dem Kader des Club Atlético Peñarol in der Primera División an. Bei der Copa Libertadores 1966 erreichte seine Mannschaft die Finalspiele gegen CA River Plate. Während er in den ersten beiden Endspielen nicht zum Zug kam, wurde González im dritten entscheidenden Finalspiel von Trainer Roque Máspoli eingewechselt und war somit auch direkt am Titelgewinn beteiligt. In den Partien um den Weltpokal des Jahres 1966, den sich die Montevideaner durch zwei 2:0-Siege über Real Madrid ebenfalls sicherten, lief er dagegen nicht auf. Sein Verein gewann zudem in den Spielzeiten 1967 und 1968 jeweils die Uruguayische Meisterschaft. 1969 triumphierte sein Klub zudem bei der Supercopa de Campeones Intercontinentales. In den Spielzeiten 1972/73 und 1973/74 war er sodann bei Atlético Español in Mexiko aktiv und erzielte zwei Erstligatore. Anschließend wechselte er innerhalb der mexikanischen Primera División zu Unión de Curtidores. Dort spielte er von der Saison 1974/75 bis in die Spielzeit 1976/77 und lief in mindestens 25 Ligaspielen auf (ein Tor).

### Erfolge
- Weltpokal: 1966
- Copa Libertadores: 1966
- Supercopa de Campeones Intercontinentales: 1969
- Uruguayischer Meister: 1967, 1968